# Abdelhadi Halhoul
Abdelhadi Halhoul est un footballeur marocain né le 12 mai 1990. Il évolue au poste d'attaquant à la Renaissance de Berkane.

## Biographie
Commençant sa carrière au Maghreb de Fès, son club formateur, Abdelhadi a rapidement réussi à trouver sa place de titulaire. Après une première saison où il joua très peu attaquant et où il fut vice-champion du Maroc, il réussit à avoir sa place de titulaire à partir de la saison 2011-2012 et remporte lors de l'été 2011, le Tournoi Ahmed Antifi de football 2011, quelques mois après le Maghreb de Fès remporte trois titres de suite soit la coupe du Trône de football, la Coupe de la confédération ainsi que la Supercoupe de la CAF. En septembre 2014, le joueur fut transféré par la renaissance de berkane où il a pu jouer titulaire au poste d'attaquant central pour la première après qu'il jouait ailier gauche avec MAS de Fès.

## Carrière
- 2010-2014 :  Maghreb de Fès
- 2014- :  Renaissance de Berkane

## Palmarès
Maghreb de Fès :
- Championnat du Maroc
  - Vice-Champion : 2011
- Tournoi Antifi
  - Vainqueur en 2011
- Coupe de la confédération
  - Vainqueur en  2011
- Coupe du trône
  - Vainqueur : 2011
  - Finaliste : 2010
- Supercoupe de la CAF
  - Vainqueur : 2012

 Renaissance de Berkane
- Coupe du Trône
  - Finaliste : 2014